# Inoxydable (album)
Albums de Marie-Mai
Dangereuse attraction
(2007)
Singles
1. Il faut que tu t'en ailles
Sortie : 24 août 2005
2. Tu t'en fous
Sortie : 2005
3. Encore une nuit
Sortie : 2005
4. Rien
Sortie : 2005

Inoxydable est le premier album studio de l'auteure-compositrice-interprète Marie-Mai, sorti le 28 septembre 2004.

## Liste des titres
| No  | Titre                       | Auteur                                                     | Durée |
| --- | --------------------------- | ---------------------------------------------------------- | ----- |
| 1.  | Il faut que tu t'en ailles  | Richard Maheux, Marie-Mai, Antoine Sicotte, Fred St-Gelais | 3:00  |
| 2.  | Inoxydable                  | Diane Cadieux, St-Gelais                                   | 4:07  |
| 3.  | Tu t'en fous                | Patrick Lafleur, St-Gelais                                 | 3:12  |
| 4.  | En hiver                    | Cébastien, Roberta Michèle, David Quillico                 | 3:06  |
| 5.  | Tous les chemins            | Lafleur, St-Gelais                                         | 4:16  |
| 6.  | Encore une nuit             | Marie-Mai                                                  | 4:15  |
| 7.  | Un million d'années         | St-Gelais                                                  | 3:47  |
| 8.  | Rien                        | Marie-Mai, Dave Richard, St-Gelais                         | 3:50  |
| 9.  | Take the money              | Marie-Mai, Martin Rannou, St-Gelais                        | 4:05  |
| 10. | Salaud!                     | Romano Musumarra, Luc Plamondon                            | 3:33  |
| 11. | Chanson pour hier et demain | St-Gelais                                                  | 3:34  |
| 12. | Seule à Montréal            | Jean-Pierre Bouchard                                       | 3:27  |

## Certification
| Pays   | Association  | Certification | Ventes/Équivalence |
| ------ | ------------ | ------------- | ------------------ |
| Canada | Music Canada | or            | 50 000             |